# Lovnic
Lovnic (niem. Leblang) – wieś w Rumunii, w okręgu Braszów, w gminie Jibert. W 2011 roku liczyła 439 mieszkańców.